# Диборид скандия
Диборид скандия — бинарное неорганическое соединение
скандия и бора
с формулой ScB2,
бесцветные кристаллы,
не растворяется в воде.

## Получение
- Реакция оксида скандия и бора [4]:

{\displaystyle {\mathsf {Sc_{2}O_{3}+6B\ {\xrightarrow {T}}\ 2ScB_{2}+B_{2}O_{3}}}}
- Реакция оксида скандия и карбида бора:

{\displaystyle {\mathsf {7Sc_{2}O_{3}+9B_{4}C\ {\xrightarrow {T}}\ 14ScB_{2}+4B_{2}O_{3}+9CO}}}

## Физические свойства
Диборид скандия образует бесцветные (или серые) кристаллы
гексагональной сингонии, пространственная группа P 6/mmm, параметры ячейки a = 0,3146 нм, c = 0,3517 нм, Z = 1,
структура типа диборида алюминия AlB2
.
Соединение конгруэнтно плавится при температуре 2250 °C.
Не растворяется в воде и органических растворителях.

## Применение
- Компонент лёгких жаропрочных сплавов.